# Рип Кирби
Рип Кирби је популарни стрип, а истовремено и најпознатији стрипски детектив. Осмислио га је амерички стрип-цртач Алекс Рејмонд, који га је и цртао од 1946. до своје изненадне смрти, 1956. године. После његове смрти рад на стрипу наставио је Џон Прентис, који је на овом стрипу радио више од 40 година, односно до краја живота. После његове смрти 1999 године стрип је престао да излази. Оригинално издање стрипа објављује америчка издавачка кућа King Features Syndicate, а у Србији издавачка кућа Чаробна књига.

## Настанак и развој стрипа
Стрип Рип Кирби настао је 1946. године, када се његов аутор, Алекс Рејмонд, вратио из Другог светског рата.
Вративши се из службе у ратној морнарици, иако већ познати стрип-аутор, Рејмонд је сазнао да је издавач за којег је пре рата радио, King Features Syndicate, његове стрипове доделио другим цртачима. Чињеница да Рејмонд није био мобилисан, већ се сам пријавио у војску ослобађала је издавача обавезе да Рејмонда врати на посао. Ипак, његов неоспорни таленат није било могуће занемарити, па му је King Features Syndicate понудио рад на новом стрипу, који је осмислио уредник и писац Ворд Грин. Реч је била о реалистичној причи о шармантном детективу Ремингтону Рипу Кирбију, смештеној у урбано окружење савременог Њујорка. За Рејмонда је стрип Рип Кирби био велики изазов и занимао га је више од претходних, јер је представљао одступање од дотадашњег рада који је обиловао авантуром и фантастиком. По први пут је требало да ради на нечему што му се чинило довољно озбиљним и реалистичним и у њега је улажио сав свој таленат.
Алекс Рејмонд је радом на стрипу Рип Кирби поставио нове стандарде у овом медију: фотореалистични цртеж, интелектуалне заплете и дубински окарактерисане ликове (за разлику од тадашњег тренда у петпарачким романима). Радио је на њему десет година, до своје изненадне, трагичне смрти у саобраћајној несрећи, 1956. године, у јеку популарности. За то време нацртао је 36 епизода овог популарног стрипа.
Рад на Рип Кирбију, после Рејмондове смрти, наставља Џон Прентис, који је у наредних више од 40 година објавио 161 епизоду овог стрипа. Током трајања “Прентисове ере” Кирбијево одступање од дотадашњих образаца кримића је дефинитивно прихваћено а потом је третиран као препознатљива, проверена вредност која одолева разним, краћим или дуготрајнијим али увек пролазним, жанровским модама. Прентисов цртеж и кадрирање изузетни су, на моменте маестрални. Ако је на почетку рада и опонашао Рејмондов рад, у каснијим епизодама је све очитије да он сигурном руком даје сопствени печат стрипу развијајући га и надограђујући. Стрип Рип Кирби је све време излазио у дневним каишевима (што је готово јединствен пример), а објављивање нових епизода окончало се 1999. године, када је умро Џон Прентис.

## Сценарио
Од самог почетка стрип Рип Кирби је нудио нов приступ криминалистичком жанру, потпуни отклон од тадашњег стила у детективским причама тог времена. Иако се наслањао на „грубу“ школу детективског жанра, представљао је напредак у односу на дотадашње углавном дводимензионалне, петпарачке приче. Рејмондов јунак је интелектуалац, бивши маринац (као и сам аутор), научник који се детективским послом бави из хобија и племенитих побуда. Потпуно свестан модних трендова свог времена, Рејмонд је у стрип увео и модерни стил одевања с краја четрдесетих и почетка педесетих година двадесетог века, што се публици одмах свидело. Али није само мода оно што су Рејмонд и његове колеге пратили док су стварали Рипа Кирбија. Они су кроз те криминалистичке приче провлачили и актуелне друштвене проблеме, што је стрипу поглавито намењеном забави дало пожељну озбиљнију ноту. Па је тако главни јунак често у прилици да решава случајеве као што су трговина бебама и покушаји да се ограничи производња атомског и биолошког оружја.

## Главни ликови
Главни лик стрипа је шармантни приватни детектив Рип Кирби, а у споредним улогама појављују се Рипов батлер и помоћник Дезмонд, као и мноштво очаравајућих жена, међу којима се издвајају Рипова девојка Хани Доријан и црнокоса Паган Ли.

### Рип Кирби
Рип Кирби (Rip Kirby) је ратни ветеран (бивши маринац, као и његов аутор), атлета, момак финих манира али и јаких песница. Нарочито је добар у боксу и истакнути је члан „Клуба пустолова”. Он је научник који се детективским послом бави из хобија и племенитих побуда. Служи се методама „рационализације“ како би решио злочине, дедукује попут Шерлока Холмса, али, кад је потребно, потеже и пиштољ и песнице. Физички је привлачан и поред сломљеног носа. Карактеристичне наочари и лула наглашавају његов карактер ексцентричног интелектуалца. Модерна и добро скројена одела, мноштво лепих жена и британски батлер чине га веома гламурозном појавом. Живи сам, али има сталну девојку.

### Дезмонд
Дезмонд (Desmond) је Кирбијев лични батлер и најбољи пријатељ. Пореклом је британац, рехабилитовани џепарош и бивши обијач сефова. Члан је Клуба батлера, као и врло је добар играч билијара. Поуздан је као помоћник у акцијама али не увек и као саветодавац. Верни је Кирбијев сапутник у авантурама и упркос томе што понекад делује смотан, често спашава главу свом шефу или „послодавцу”, како он више воли да га зове.

### Женски ликови у стрипу
Кирбијева стална девојка је Хани Доријан (Honey Dorian), плавокоса манекенка, често веома љубоморна јер разне лепотице непрестано салећу њеног драгог. Због тога је Кирби приморан да јој у свакој епизоди доказује своју љубав. Иако је слатка као мед (енгл.  — „мед”), заљубљена у Кирбија, стрпљива и способна да преживи све љубоморне и опасне ситуације, није дочекала да јој Кирби понуди брак. Већ у једној од првих десетак епизода Хани добија и супарницу, црнокосу Паган Ли, којој Кирби помаже да се извуче из загрљаја криминала, изађе на прави пут и постане филмска звезда. Злочини које Кирби решава дешавају у вишим слојевима друштва, што Рејмонду даје прилику да у стрип уведе мноштво лепих жена и луксузних ентеријера.

## Занимљивости
Наш познати глумац, чувени епизодиста и доајен нашег глумишта, Предраг Прежа Милинковић био је познат и по надимку Дезмонд, због запањујуће физичке сличности са ликом Дезмонда, кога је и тумачио у духовитом ТВ серијалу „Стрипоманија”, снимљеном раних осамдесетих година у продукцији школског програма ТВ Београд.